# Referéndum presidencial de Haití de 1961
El 30 de abril de 1961 se realizó un referéndum presidencial en Haití —de forma simultánea con las elecciones parlamentarias— para determinar si se permitía que el presidente François Duvalier permaneciera en el cargo por otros seis años. El recuento oficial fue de 1.320.748 votos a favor de Duvalier y ninguno en contra. The New York Times escribió sobre el referéndum: "América Latina ha sido testigo de muchas elecciones fraudulentas a lo largo de su historia, pero ninguna ha sido más escandalosa que la que acaba de tener lugar en Haití".

## Resultados
La cantidad de votos obtenida por Duvalier en cada departamento se desglosa de la siguiente manera:
- Oeste: 396 313
- Centro: 106 381
- Artibonito: 163 141
- Norte: 240 800
- Noroeste: 78 235
- Sur: 335 869